# Хасанов, Абдувахид
Абдувахид Хасанов (1920—1970) — советский хозяйственный, государственный и политический деятель.

## Биография
Родился в 1920 году в кишлаке Пильчукур Ходжентского уезда. Сын рабочего-кустаря, с 14 лет включившийся в трудовую жизнь ткача, только ради заработка на пропитание себя и семьи, потеряв мать с малых лет, умершей из-за отсутствия питания. С 1934 года по 1941 год работал простым рабочим на Ленинабадской шелко-ткацкой фабрике "Красный ткач", вступил в ряды комсомола, работая и занимаясь в школе, был назначен начальником отдела кадров фабрики. Ответственный секретарь газеты «Передовик шелка». С 1941 года по 1944 год работал на руководящей комсомольской работе (комсорг ЦК ЛКСМ Таджикистана на шелкокомбинате, первый секретарь Ленинабадского горкома ЛКСМ Таджикистана, секретарь Ленинабадского обкома ЛКСМ Таджикистана по военно-физкультурной работе). В 1943 году вступил в члены КПСС. 
С 1944 года по 1947 год работал на руководящей партийной работе (инструктор оргинструкторского отдела Ленинабадского обкома КП Таджикистана, секретарь партийного бюро Ленинабадского шелкокомбината). 
В 1949 году окончил двухгодичную республиканскую парт-школу при ЦК КП Таджикистана. В 1952 году окончил Государственный Педагогический институт в г.Ленинабад (заочно). 1960-1961 учебный год успешно учился в Высшей партийной школе при ЦК КПСС в г.Москва. С 1949 года по август 1950 года работал заместителем, а потом заведующим промышленным отделом ЦК КП Таджикистана. С августа 1950 по 1954 годы избран членом бюро и вторым секретарем Сталинабадского Горкома партии. С 1954 года по 1960 год работал первым секретарем Горкома КП Таджикистана г.Душанбе.
Родина высоко оценила скромный труд, наградив орденами: "Орденом Ленина", " Трудового Красного Знамени", "Знак почёта", медалью "За доблестный труд в Великой Отечественной войне 1941-1945 годов". Президиум Верховного Совета Таджикской ССР наградил "Почетной грамотой".
Избирался депутатом Верховного Совета Таджикской ССР, членом бюро ЦК КП Таджикистана.
В 1961 году направлен на хозяйственную работу на Душанбинский комбинат строительных материалов.
Умер в 1970 году.